# Ab Aeterno (Lost)
Az Ab Aeterno 2010. március 23-án került először adásba az amerikai ABC csatornán a Lost sorozat 112. részeként. A Richard Alpert-centrikus epizódot Edward Kitsis és Adam Horowitz írta, és Mario Van Peebles rendezte.

## Tartalom
Az előző részek tartalmából: Linus elmondja Sun-nak hogy Richard egy tanácsadó. Jack megtudja Richardtól, hogy egész életében Jacob-ért élt.
|  | Alább a cselekmény részletei következnek! |

## Sziget, 2007
Jacob meglátogatta a kórházba fekvő (már láttuk korábban) Ilana-t, akitől segítséget kért. Vigyáznia kell a kiválasztottakra, juttassa el őket a templomba, és ha ezzel megvan, akkor kérdezze meg Ricardus-t, hogy mit kell tenni. A kis csapat, aki parton összejött, Hurley, Jack, Sun és a többiek csak most döbbentek rá pár dologra. Első kettő arra, hogy Flocke életben van, legalábbis a teste mindenképpen. Valamint Ricardus is reagált Ilana kérdésre azzal, hogy konkrétan kinevette őket. Hitét vesztette, és csak annyit tudott mondani, hogy a pokolban vannak, mindenki meghalt, és lehet itt az ideje, hogy mástól kérjenek tanácsot, majd bevágódott az erdőbe.
A sziget jelenébe való visszaugrás után, Richard továbbra is Flocke felé igyekezett, és hajlandó lett volna most már vele szövetkezni, szerencsére viszont Hurley időben érkezett. Mint tudjuk a "dude" azzal a csodálatos képességgel rendelkezik, hogy tud a halottakkal beszélni, így Richard feleségével is. Hármójuk közös jelenete is könnyfacsaró volt, és egyben sorsfordító is, hiszen ezek után Richard visszatért régi hitéhez, és hajlandó segíteni a kiválasztottaknak.

## Flashback, 1867
Itt kezdődött minden, és itt kapcsolódunk be Ricardo életébe. Ricardo hazafelé tartott, a nagyon beteg feleségéhez, aki igazából halálán volt. Ezért orvoshoz kellett menni, de ez akkor nem ment egyszerűen, még lovon is egy fél napig tartott míg eljutott Ricardo a dokihoz, aki egy nagyon mogorva alak volt, ráadásul csak nagyon sok pénzért cserébe segített volna - ez is lett a veszte. Dulakodás közben rosszul esett, meghalt, Ricardo meg elvitte a gyógyszereket, de mire hazaért, felesége már halott volt, nem tudott rajta segíteni, viszont tette miatt ő börtönbe került. A szerelem került tehát kezdetben a középpontban, majd a hit, hiszen Ricardo a Bibliából tanult angolul, és kész volt megbánni bűneit, viszont a pap nem oldozta fel, mondva, hogy már nincs elég ideje megbűnhődni, hiszen másnap meghal. Viszont sorsa teljesen másképp alakult, a kornak talán megfelelően, élve többet ért, és eladták rabszolgának, egy hajós kapitánynak, aki angolul tudó szolgákat keresett. A következő képen már a hajón voltunk, nem nehéz kitalálni, hogy a Black Rock fedélzetén, valamint Ricardo láncra verve várta a viharban, hogy esetleg partot érjenek valahol.
Társai kinézve a hajóról meglátták teljes egészében a már korábban általunk is ismert szobrot, ami ekkor állt teljes nagyságában utoljára. Hiszen a hatalmas viharnak és a hajónak köszönhetően a szobor darabjaira lett zúzva, csak a lábfej maradt meg, ahogy azt mi korábban is nem egyszer láttuk. A szigetre való "landolás" után sem szűntek meg főhősünk szenvedései. Kezdetben a láncaitól nem tudott szabadulni, majd azzal kellett szembesülnie, hogy valamelyik tiszt a hajóról elkezdte megölni a szolgákat, mondván, hogy így is kevés élelmük van. Majd a Fekete füst jelent meg, aki rajta kívül mindenkit kinyírt. Hiszen Ricardo szenvedései folyamatosak voltak. A lánc még rajta volt, próbált szabadulni, élelem víz nem volt, szembesülnie kellett a félelmetes füsttel, majd felesége is megjelent, de őt is elragadva valami odakint.
A szerelem - hit és kiszolgáltatottság után eljutottunk a rész felénél oda, hogy újra találkozhattunk a korábban megismert fekete pólós emberkével. Aki előbb vízzel, majd egy üzlettel próbálta az oldalára állítani. Elengedi, amennyiben megtesz neki valamit. Mi már tudtuk, hogy mi az a valami, csak Ricardo lepődött meg rajta, mikor arra kérték, hogy embert kell ölnie, Jacob-ot. Elhatározottságát főleg az tetézte, hogy újra látni akarta a feleségét, aki MiB szerint a gonosznál van. - Ricardo-t tehát nem gyengén megvezették, de ahogy az eddigi történetből már kitaláltuk, Jacob-ot nem tudta megölni, viszont találkozásuk és beszélgetésük minden percre aranyat ért. Egyrészt, visszautalva a rész elejére, életben vannak, Jacob mikor bevitte Ricardo-t a vízbe ez egyértelműen kiderült. Valamint azt is megtudtuk, hogy Jacob nem tud neki feloldozást adni, nem tudja visszahozni a feleségét, viszont örök életet tud adni. Az érintéssel tehát Richard Jacob alkalmazottja lett, és ezzel el is dőlt sorsa talán.
|  | Itt a vége a cselekmény részletezésének! |